# It’s My Life (singel Dr Albana)
It's My Life – singiel szwedzkiego wokalisty Dr Albana, wydany w 1992 roku i promujący jego drugi album studyjny pt. One Love.
Singiel stał się przebojem w większości krajów europejskich, w których został wydany. W 1993 roku utwór został wykorzystany w reklamie telewizyjnej tamponów we Francji.

## Listy utworów
Single CD
1. "It's My Life" (radio edit) — 4:00
2. "It's My Life" (club edit) — 4:07

Maxi CD
1. "It's My Life" (radio edit) — 4:00
2. "It's My Life" (extended) — 7:43
3. "It's My Life" (extended radio) — 7:03

## Wyróżnienia
| Kraj    | Wyróżnienie | Data              | Wyróżniona sprzedaż |
| ------- | ----------- | ----------------- | ------------------- |
| Austria | Platyna     | 15 listopada 1993 | 30 000              |
| Francja | Srebro      | 1993              | 125 000             |
| Niemcy  | Platyna     | 1992              | 300 000             |

## Listy przebojów
| Lista (1992-1993)                                 | Najwyższa pozycja |
| ------------------------------------------------- | ----------------- |
| Australian ARIA Singles Chart                     | 43                |
| Austrian Singles Chart                            | 1                 |
| SNEP - Francja                                    | 13                |
| German Singles Chart                              | 1                 |
| Irish IRMA Singles Chart                          | 2                 |
| Norwegian Singles Chart                           | 2                 |
| Swedish Singles Chart                             | 1                 |
| Swiss Singles Chart                               | 2                 |
| UK Singles Chart                                  | 2                 |
| U.S. Billboard Hot 100                            | 88                |
| U.S. Billboard Hot Dance Music Club Play          | 3                 |
| U.S. Billboard Hot Dance Music/Maxi-Singles Sales | 4                 |
| U.S. Billboard Hot Modern Rock Tracks             | 28                |

| End of year chart (1992) | Position |
| ------------------------ | -------- |
| Austrian Singles Chart   | 1        |
| Swiss Singles Chart      | 1        |